# Пикули

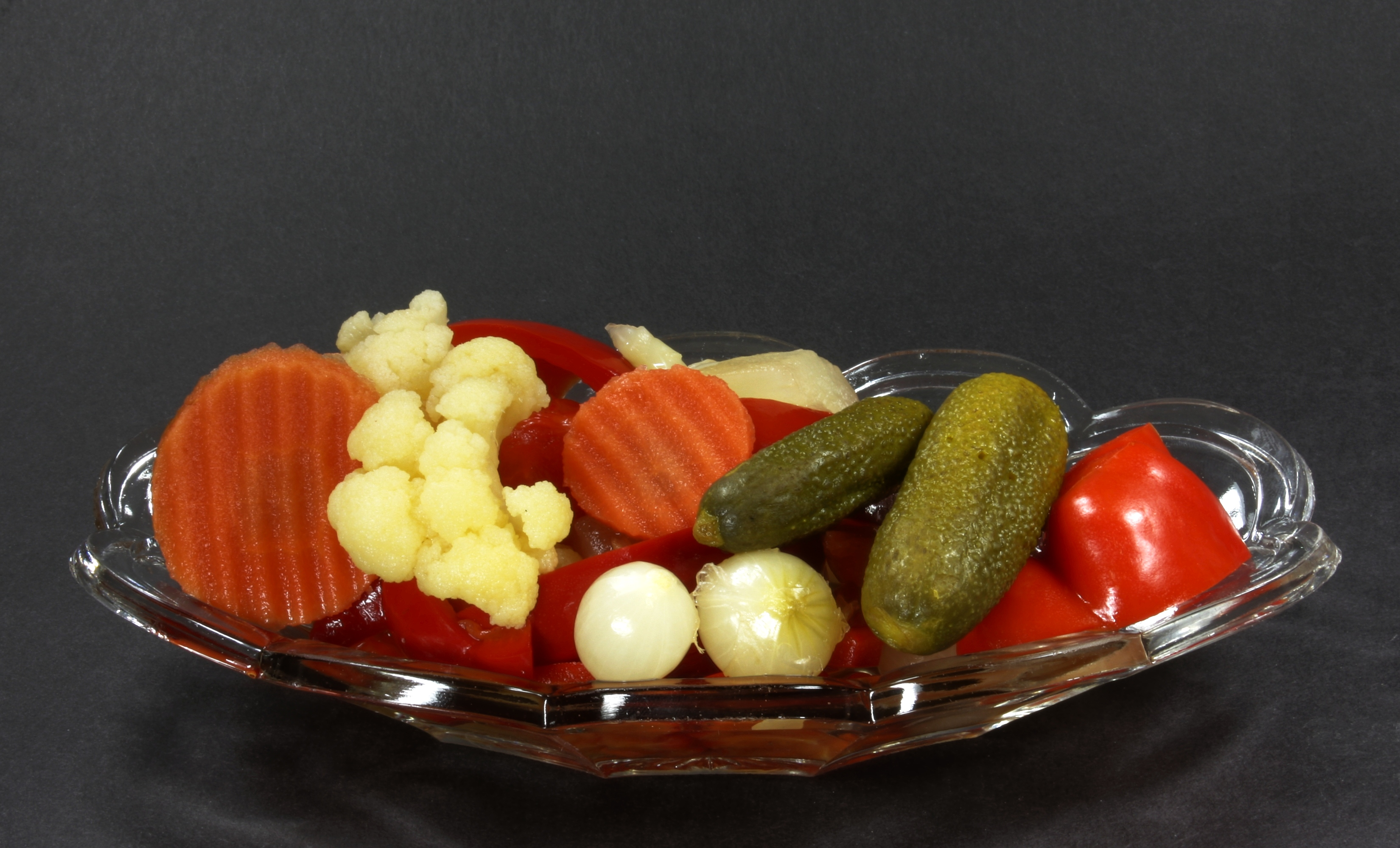
Пикули

Пи́кули (от англ. pickles — соленья, маринады) — маринованные овощи, предназначенные для добавления к различным блюдам или в качестве холодной закуски.

## История
Пикули — маринованные смеси, приготовленные из замаринованных вместе различных овощей, впервые появились в Англии.
В настоящее время очень популярны в Соединенных Штатах Америки, где подаются к крепким спиртным напиткам, а также с ними готовятся сэндвичи и гамбургеры.
Пикули, так же как и другие соленья и маринованные продукты, употребляют в небольших количествах, чтобы добавить аромат и подчеркнуть вкус блюда. Из них готовят также горячие блюда и салаты. Закуски, приготовленные по принципу пикулей, встречаются во многих кухнях мира.
В американской кухне в пикули обычно входят огурцы, цветная капуста, крупно резаный репчатый лук и болгарский перец, а также такие специи, как чеснок, укроп, душистый перец и перец чили, замаринованные в уксусе. В маринад для пикулей добавляют сахар и горчицу.
В британской кухне пикули готовят из смеси небольших луковиц, взятых целиком, корнишонов и цветной капусты. Некоторые специфические виды британских пикулей — это маринованные огурцы Брэнстон (правильнее называть приправой) и пиккалилли (последние также встречаются в американской кухне). В Англии пикули обычно подаются к жареному мясу или птице.
В индийских пикулях к овощам могут быть добавлены фрукты (например, манго и лайм). Индийский маринад готовится с использованием масла, в отличие от западных солений, и, скорее всего, вместо уксуса в качестве подкисляющего агента используется лимонный сок или какая-либо другая кислота. Есть региональные различия в специях и ингредиентах.
Рецепты смешанных солений также можно найти в китайской кухне, кухне Ближнего Востока и многих других кухнях мира.

## Приготовление
Овощи для пикулей — морковь, нарезанная кружочками, баклажаны, цукини, томаты, цветную капусту, корнишоны и чеснок — слегка отваривают (баклажаны и огурцы обдают кипятком) и сразу выкладывают в холодную воду. Затем откидывают на сито, складывают в банку или эмалированную посуду слоями, перемежая зеленью укропа и петрушки, и заливают крепким раствором (4 %) уксуса, добавив по вкусу немного соли и сахара.